# Margareta Berger
Margareta Axelsdotter Berger, född Moberg den 26 november 1903 i Lund, död 19 september 1987 i Stockholm, var en svensk journalist, redaktör, författare och presshistoriker. Hon hade ett särskilt intresse för kvinnor inom journalistiken.

## Biografi
Margareta Berger föddes i en professorsfamilj. Hennes far Axel Moberg var orientalist och modern Maria Cecilia (Ien) var godsägardotter, född Nilsson-Rodhe i Dörby, Kalmar.
Margareta Berger tog examen som trädgårdsmästare i Alnarp och studerade därefter till trädgårdsarkitekt i London. Därefter övergick hon till att under åren 1933—1935 vara utgivare av Skånska Trädgårdsföreningens tidskrift Täppan. Hon skrev även ett par böcker om trädgårdsskötsel som kom ut i början av 1930-talet. År 1935 tog Margareta Berger steget över till dagspressjournalistiken när hon blev medarbetare på Sydsvenska Dagbladets redaktion. På redaktionen verkade hon bland annat som litteraturrecensent. Hon stannade på Sydsvenska Dagbladet till det tidiga 1950-talet då hon flyttade till Stockholm med sina två barn.
I Stockholm arbetade Margareta Berger på förlaget Åhlén & Åkerlund, inledningsvis som andre redaktör för tidningen Husmodern, och fram till sin pensionering år 1970 som chef för förlagets jultidningar. Hon fick fin kritik för sitt arbete med tidningen Julstämning. Samtidigt med sina olika anställningar tycks Margareta Berger ha frilansat redan på 1940-talet för bland annat Vecko-Journalen och senare även för Svenska Dagbladet. I slutet av 1960-talet översatte och bearbetade hon dessutom flera danska böcker om mat och blommor för serien Husmoderns kakelböcker.
Efter sin pensionering var Margareta Berger verksam som presshistoriker. Hon publicerade först boken Fruar och damer, kvinnoroller i veckopress, 1974, följd av Pennskaft, kvinnliga journalister i svensk dagspress 1690–1975, 1977, och slutligen Äntligen ord från Qwinnohopen, om kvinnopress under 1700-talet, 1984. Hon var även aktiv i Stockholmsjournalisternas Seniorer och var i hög grad inblandad i att boken Vi som var med! 23 journalistveteraner berättar skrevs och publicerades 1976.
Margareta Berger var också med i ett par kvinnogrupper. På det tidiga 1940-talet deltog hon i en resa till Finland med Yrkeskvinnors Riksförbund; i skånsk dagspress rapporterades från hennes föreläsningar om den finska resan för olika kvinnoklubbar. Hon fanns även med i den grupp kvinnor som på 1970-talet var verksamma i bokhandeln Kvinnfolk på Södermalm i Stockholm. Harriet Clayhills och Lena Persson berättar i sin runa i Dagens Nyheter att Margareta Bergers närvaro i bokhandeln kunde väcka viss förvåning bland strökunder, som i butiken möttes av en äldre, vänlig och oändligt kultiverad kvinna — med rejäla fonder viljestyrka, humor och kritisk intelligens under den skira ytan.
Margareta Berger avled i Stockholm hösten 1987 och begravdes på Galärvarvskyrkogården.